# Отиэно, Тэлли
Телли Савалас Отиено (англ. Telley Savalas Otieno; 1977, Кения — 2 февраля 2022, Малинди, Прибрежная провинция)— кенийский актёр, модель, сыгравший роль Карла Маннергейма в фильме «Маршал Финляндии», вышедшем на экраны 28 сентября 2012 года.

## Биография
Родился в 1977 году в Кении. При рождении был назван в честь американского актёра Телли Саваласа, а мать мечтала об актёрской карьере для своего сына.
Обучался в университете Найроби на факультете актёрского мастерства и литературы. Работал в качестве модели и танцора в Италии. С 2002 года начал активно выступать в индустрии кино и театра: в качестве продюсера («Spruts of Blood», 2002), сценариста («Displaced Image», 2002) и актёра. Кроме того, артист был привлечён к международным проектам в области киноиндустрии в фильмах «Лара Крофт: Расхитительница гробниц» и «Нигде в Африке».
В 2012 году снялся в роли Карла Маннергейма в фильме «Маршал Финляндии». Премьера фильма состоялась 28 сентября 2012 года в Хельсинки, на участие в которой актёр не попал из-за проблемы с получением финской визы. В июле 2014 года награждён призом кенийской телеакадемии Калаша за лучшую главную роль.
Кенийский журнал «The Standard» отметил Отиэно как лучшего актёра Кении. Был женат на гражданке Италии.
В субботу 5 февраля 2022 года скончался в больнице из-за травм, полученных в результате аварии на мотоцикле.